# Arte & Ofício
Arte & Ofício est un groupe de jazz rock portugais, originaire de Porto. Il est formé en 1975 par António Garcez et Sérgio Castro. Ils deviennent pendant ces années un phénomène de popularité, révolutionnant complètement le rock au Portugal. Entre 1975 et 1983, le groupe expérimente la fusion de plusieurs variantes du rock, en chantant toujours en anglais. La formation d'Arte & Ofício a changé au fil du temps, la plus charismatique étant le quintet António Garcez (chant), Sérgio Castro (basse et chœurs), Sérgio Cordeiro (guitare), Fernando Nascimento (guitare) et Álvaro Azevedo (batterie), qui est resté jusqu'en 1979.
Issu du rock progressif du début des années 1970, le son du groupe est encore passé par le sous-genre symphonique pour intégrer plus tard la combinaison du hard rock avec le blues et le jazz avec le funk. Le départ d'António Garcez en 1979 oblige le groupe à se réinventer, le bassiste Sérgio Castro prenant le relais au chant. Avec l'arrivée des pianistes António Pinho Vargas et André Sarbib, qui ont remplacé le guitariste Sérgio Cordeiro, leur style musical s'installe définitivement dans le jazz rock, poursuivant ainsi leur succès. Ils ont été le premier groupe de rock portugais à recevoir une reconnaissance internationale et des éloges dans le magazine américain Billboard et dans le journal britannique Melody Maker, pour leur performance en tant que backing band lors des concerts des Can, Stranglers et Joe Jackson pendant leurs visites au Portugal entre 1979 et 1980, ainsi que des critiques favorables pour les albums studio Faces (1979) et Danza (1982).
Ils mettent fin à leur carrière en mai 1983, avec à leur actif deux albums studio, quatre singles et des concerts mémorables à travers le pays. Après une première apparition occasionnelle en 2010, promue par la Société portugaise des auteurs, Arte & Ofício se sont réunis en 2014 pour l'enregistrement de leur premier album live aLIVE After 40 Years (2015).

## Biographie

### Formation et premières années (1975—1976)

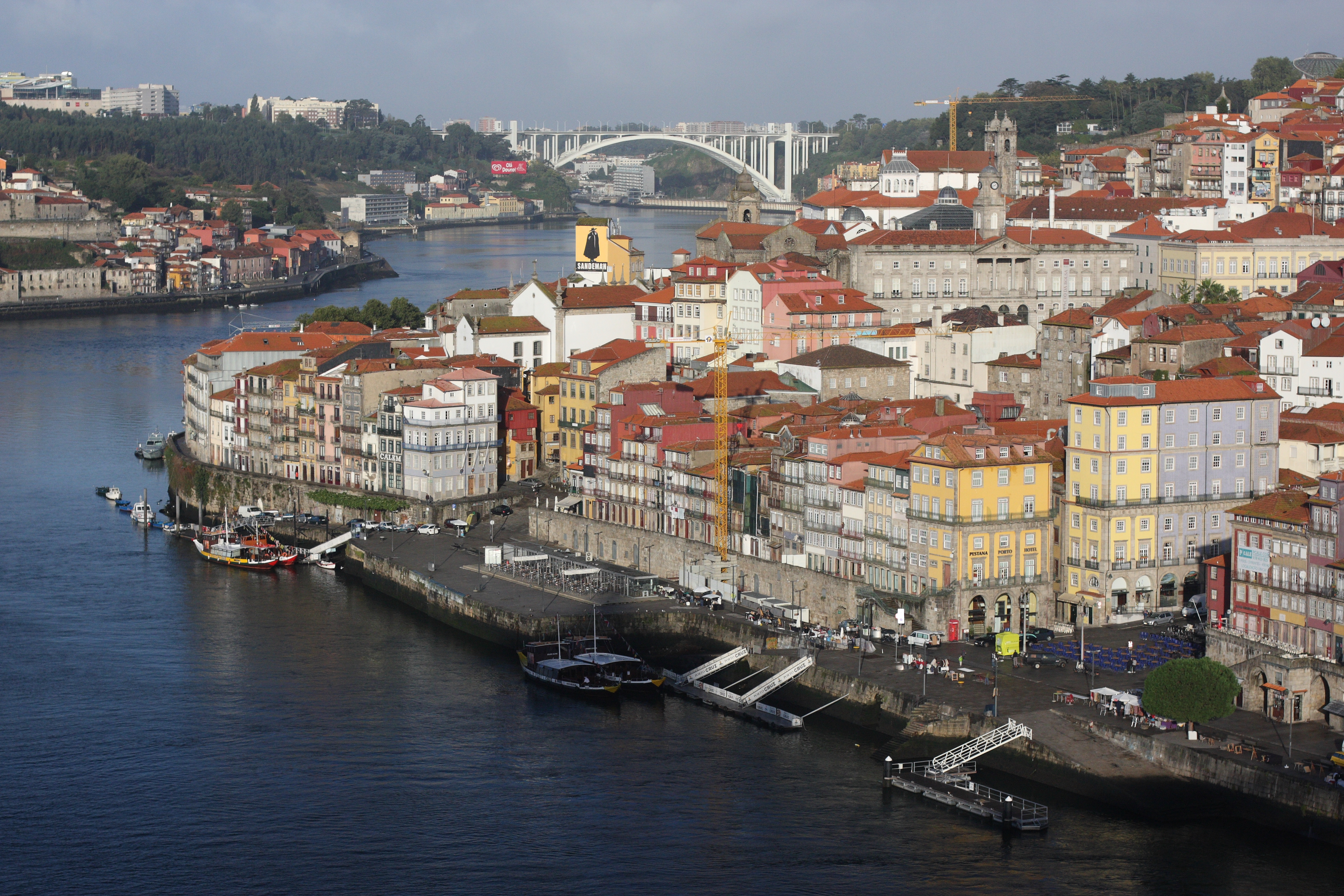
Porto, ville natale de la plupart des membres d'Arte & Ofício.

Durant l'été 1975, le chanteur António Garcez et le bassiste Sérgio Castro, membres de Psico, esquissent le projet d'un groupe capable de composer des chansons originales avec des textes en anglais. Ils invitent Álvaro Azevedo (batterie, ex-Pop Five Music Incorporated), Sérgio Cordeiro (guitare, ex-Psico) et Juca Rocha (claviers, ex-Psico) et forment Arte & Oficio, qui obtient ses premiers résultats à l'automne de cette année-là. Ils s'inspirent des groupes comme Yes ou Gentle Giant. Tous les membres sont issus d'autres groupes, ce qui leur a donné une grande expérience et un grand professionnalisme dans la scène musicale. Garcez, avant Psico, était chanteur au sein de Pentágono et avait été acclamé par la critique pour sa prestation au festival de Vilar de Mouros en 1971.
Arte & Ofício donne son premier concert dans la ville d'Entroncamento, où Garcez se révèle être un vocaliste à la performance scénique remarquable, et perçu comme un rockeur et rebelle. Ils pratiquent un son innovant au Portugal, combinant le jazz avec le rock progressif et le funk. De nouveaux changements dans le line-up ont lieu avec l'entrée du guitariste Fernando Nascimento et les départs de Juca Rocha et du violoniste éclair Leonel Ferreira,. En mai 1976, ils participent au 1er Festival de Rock de São João da Madeira et le 3 juillet de la même année, ils donnent un spectacle mémorable à Porto avec l'Hôtel de Ville comme toile de fond, rassemblant dans le centre ville, pour la première fois, des dizaines de milliers de personnes pour un concert de rock en plein air.

### Succès national et notoriété internationale (1976—1979)
Se produisant à nouveau en tant que quintet, la formation la plus charismatique d'Arte & Ofício se forme en 1976 - António Garcez (chant), Sérgio Castro (basse et chœurs), Sérgio Cordeiro (guitare), Fernando Nascimento (guitare) et Álvaro Azevedo (batterie) - qui s'est engagée dans une nouvelle voie musicale s'éloignant du rock symphonique pour se rapprocher du jazz et du rock progressif.
Ils signent un contrat avec le label Orfeu d'Arnaldo Trindade et enregistrent quatre morceaux, dont deux singles sortis avant et après l'été 1977. Festival, avec Let Yourself Be en face B, marque leurs débuts et reçoit une certaine attention des médias. Le style reflète les influences hard rock que Castro et Cordeiro portaient depuis leur passage chez Rocka, tandis qu'avec le deuxième single, le groupe indiquait clairement la voie qu'il voulait suivre dans les années suivantes. La chanson-titre The Little Story of Little Jimmy (1977) démontre les potentialités vocales de Garcez, tandis que le morceau Quibble expérimente le son funk, montrant le travail des guitaristes dans d'autres univers musicaux. Les deux albums apportent au groupe une fanbase grandissante,. En tournée, ils jouent en première partie du concert de Can au Pavilhão dos Desportos à Lisbonne. Le magazine Música e Som donne à un de ses articles le titre de Arte & Ofício-O sucesso dos Can. Il démontre la capacité technique et artistique du groupe à tenir tête à n'importe quel groupe de renommée internationale.

« Arte & Oficio n'était pas seulement un cas de succès immédiat, ils étaient surtout l'un des plus grands représentants de la musique progressive, rock et jazz-rock faite au Portugal. »

— -
Hormis la sortie d'albums, ce sont les concerts qui feront la renommée du groupe. Arte & Ofício devient l'un des groupes les plus demandés pour jouer en concert. Toujours sur Orfeu, ils sortent Come Hear The Band (1978), une chanson rock vigoureuse à laquelle les Portugais n'étaient pas habitués de la part des groupes nationaux. La face B comprend la version instrumentale O Cargarejo da Galinha. C'est le premier maxi single produit au Portugal,.
Plus tard, ils éditent en mars leur premier album, Faces (1979), auquel participe le pianiste António Pinho Vargas, qui deviendra peu après un membre à part entière. Sérgio Cordeiro quitte le groupe. L'album est une production à deux visages musicaux distincts : rock progressif avec une influence blues du côté X et, du côté Y, jazz rock avec une approximation du funk. L'intégration de plusieurs sous-genres du rock dans la composition de l'album est devenue notoire. En juin et juillet 1979, ils entament la tournée Lois Rock Tour, devenant ainsi le premier groupe de rock portugais à effectuer une tournée nationale avec des concerts presque consécutifs. Garcez quitte le groupe à la fin des tournées en raison de désaccords.

### Nouvelle formation et retour au succès (1979–1980)
Le succès assuré et les ventes consolidées, le groupe subit un coup dur avec le départ de Sérgio Cordeiro et António Garcez. Le bassiste Sérgio Castro reprend le chant et ils restent en quartet avec Nascimento à la guitare, Pinho Vargas au piano et Azevedo à la batterie. Le 26 septembre 1979, ils enregistrent pour la chaîne de télévision RTP un des concerts du programme "Soltem o Rock", dirigé par José Nuno Martins, dans l'amphithéâtre de l'Instituto Superior de Agronomia, à Lisbonne. Ils reprennent le format quintet avec l'entrée du pianiste André Sarbib qui, avec António Pinho Vargas, réoriente définitivement les nouvelles compositions du groupe vers le jazz rock. Ils jouent la première partie du concert des Stranglers le 28 septembre au Dramático de Cascais. Arte & Oficio perd l'attrait scénique du spectacle de Garcez et la perte conséquente de fans, mais réussit à maintenir la qualité technique des compositions.
En 1980, ils signent un contrat avec le petit label Gira et sortent le single avec le morceau polémique Marijuana et That Guitar en face B. La chanson-titre est un morceau d'intervention sociale, dans lequel les compositeurs Castro et Azevedo défendent ouvertement leur soutien à la légalisation du cannabis. La chanson connait un grand succès lors des concerts et leur permet d'accompagner une partie de la tournée de Joe Jackson en Europe, donnant au groupe de nouveaux élans de popularité et des éloges de la part des critiques internationaux,.

### Boom du rock, éclosion et pause (1980—1983)
Au début des années 1980, le Portugal connait le boom du mouvement de renouveau musical appelé « rock portugais », né des chansons Cavalos de Corrida et Chico Fininho de UHF et Rui Veloso, respectivement. Avec ces chansons, le rock commence à parler des Portugais et de leurs problèmes quotidiens. L'explosion du rock portugais change les habitudes d'Arte & Ofício qui ont été contraints, par la pression de la multinationale PolyGram, de créer un autre groupe. Sérgio Castro et Álvaro Azevedo forment - contre leur gré et anticipant l'échec - les Trabalhadores do Comércio, un groupe particulier avec une curieuse utilisation de l'accent du nord du Portugal associé à la musique humoristique, qui, ironiquement, finira par dépasser Arte & Ofício en succès et en longévité,. En février 1981, le pianiste André Sarbib quitte le groupe, ne participant plus aux enregistrements en studio des nouveaux enregistrements. D'autre part, Garcez forme Roxigénio, en 1980, un projet musical très proche du heavy metal et qui comprend le multi-instrumentiste et guitariste Filipe Mendes, qui venait de Psico et passe par Heavy Band et Chinchilas. La permanence obstinée de l'anglais dans les paroles des chansons, contre le succès de la langue portugaise dans les ventes de disques, dicte la carrière éphémère de Roxigénio.
Cependant, Arte & Oficio maintient la tradition anglophone et a publié l'album Danza (1982), une coproduction de Castro et de Pinho Vargas qui comprenait la collaboration de la Brésilienne Diana Pereira, de Cana Caiana, sur le titre To All the Women in the World. Les points forts incluent On An Ankle, un minimalisme électronique basé sur un poème en anglais de Fernando Pessoa, et Danza, un puissant solo de guitare et de basse. Pinho Vargas est remplacé par le claviériste Jorge Filipe Santos. Bien que l'album ait réussi à entrer dans le classement des ventes nationales, méritant une nouvelle référence au Billboard, le groupe subit une perte inattendue avec la tournée. Le désintérêt croissant du jeune public pour les chansons rock en anglais a eu pour conséquence l'incapacité d'Arte & Oficio à maintenir des concerts réguliers. Avec peu de demandes de spectacles, ils terminent finalement leur carrière par un concert dans la ville de Vagos en mai 1983.

### Retour aux concerts et premier album live (2010, 2014–2015)
Vingt-sept ans après la fin de leur carrière, les trois éléments vivants de la formation initiale (Garcez, Castro et Azevedo), ainsi que Fernando Nascimento et André Sarbib, ont décidé de revivre les moments fraternels sur scène, motivés par l'invitation de la Sociedade Portuguesa de Autores.

« aLIVE After 40 Years est une sorte de preuve de survie personnelle, de la part de chacun d'entre nous, que nous sommes en vie et après tant de musique et de projets différenciés. »

— Sérgio Castro parlant de l'importance de l'album
La nuit du 13 novembre 2010, ils donnent un concert au Belém Bar Café (BBC) à Lisbonne, lors de la soirée qui rendait hommage à plusieurs groupes des années 1960, 1970 et 1980. Les résistants UHF, Xutos & Pontapés et GNR, ainsi que les revenants Taxi, Sheiks, Go Graal Blues Band et Quarteto 1111, entre autres, réunis exprès pour cette célébration, y ont également participé. Cette réunion permet à Arte & Oficio d'envisager quelque chose de plus sérieux avec un retour aux disques et aux scènes. Ils réunissent tous les membres et, malgré l'éloignement géographique du vocaliste António Garcez, basé aux États-Unis, ils se retrouvent pour un concert unique à la Casa da Música, le 30 octobre 2014 à Porto. Avec la même formation qui s'est produite à la BBC en 2010, mais maintenant avec Jorge Filipe Santos à la place d'André Sarbib, les invités João « Pony » Machado, Luís Fernando et João Luís Médicis (guitares), Miguel Cerqueira (basse), José Nogueira (saxophone) et Fernando Faria (2e batterie) montent également sur scène. Les chanteuses Diana Basto et Inês Soares complètent le lot d'invités. Ce moment est enregistré sur un album intitulé aLIVE After 40 Years (2015), et condense certains des plus grands classiques du groupe. L'album est publié le 4 décembre 2015 par le label Planta Sónica et marque les quarante ans de la fondation du groupe. Il s'agit d'une édition limitée et numérotée de mille exemplaires accompagné d'un livre de 24 pages avec des photos haute résolution du concert par les photographes Rui Leal, Lauren Maganete, Augusto Lemos et María Bárbara. Le concert enregistré rend hommage au concert de 1976 d'Arte & Oficio dans sa ville natale, comme le rappelle Sérgio Castro : 

« Nous avons voulu rappeler le grand moment qu'a été le concert de l'Avenida dos Aliados, qui a été mémorable par la quantité de personnes présentes, à une époque où il n'y avait pas beaucoup d'habitude de concerts dans le centre ville [...] C'était le premier, avec cette ampleur, qui a été fait à Porto. Et nous ne voulions pas que la ville l'oublie, lorsque nous avons enregistré ce disque. »

## Membres

### Derniers membres
- António Garcez — chant (1975—1979, 2010, 2014—2015)[19]
- Sérgio Castro — basse, chant (1975—1983, 2010, 2014—2015)
- Fernando Nascimento — guitare (1975—1983, 2010, 2014—2015)
- Jorge Filipe Santos — claviers (1982–1983, 2014–2015)
- Álvaro Azevedo — batterie (1975–1983), (2010), (2014–2015)

### Anciens membres
- Juca Rocha — claviers (1975—1976)
- Sérgio Cordeiro — guitare (1975—1979)
- Leonel Ferreira — violon (1976)
- António Pinho Vargas — piano (1979—1982)
- André Sarbib – — piano (1980—1981, 2010)

### Membres live
- Cristiana Kopke – second chant (1982)
- Benedita Veloso – second chant (1982—1983)
- Ana Freire – second chant  (1982—1983)
- Miguel Cerqueira – basse (1982), (2014—2015)
- João Luís Médicis – guitare (1992), (2014—2015)
- João « Pony » Machado – guitare (2014—2015)
- José Nogueira – saxophone (2014—2015)
- Diana Basto – chant secondaire (2014—2015)
- Inês Soares – second chant (2014—2015)

## Discographie

### Albums studio
- 1979 : Faces
- 1981 : Danza

### Singles
- 1977 :  Festival
- 1977 : The Little Story of Little Jimmy
- 1978 : Come Hear the Band
- 1980 : Marijuana

### Albums live
- 2015 : aLIVE After 40 Years

## Distinctions
Arte & Ofício est, dans l'histoire, le premier groupe portugais de jazz rock et l'un des principaux représentants de la musique progressive, révolutionnant complètement le rock au Portugal,. Il est le premier groupe national à obtenir à plusieurs reprises une visibilité internationale dans le magazine américain Billboard et le journal britannique Melody Maker pour sa performance en tant que backing band lors des concerts de Can, Stranglers et Joe Jackson lors de leur passage au Portugal en 1979 et 1980, ainsi à être reconnu pour les albums Faces (1979) - distribué dans plusieurs pays - et Danza (1982),.
En raison de la perte irrémédiable des enregistrements originaux, due à la négligence du label, les quelques copies vinyles existantes sont devenues d'authentiques pièces de musée vendues sur Internet pour plusieurs centaines d'euros, comme l'album Faces, qui a atteint en 2010 le prix élevé de 780 euros sur un site britannique, tandis qu'il atteignait 260 euros sur un site japonais,. En 2009, le magazine Blitz attribue à l'album Faces la 32e place des 40 meilleurs albums des années 1970 sortis au Portugal.